# Cornelia Otis Skinner
Cornelia Otis Skinner, née le 30 mai 1899 à Chicago (Illinois), morte le 9 juillet 1979 à New York, est une actrice et femme de lettres américaine.

## Biographie
Cornelia est la fille de l'acteur Otis Skinner et de Maud (Durbin) Skinner, également actrice. Son prénom est celui de sa grand-mère paternelle, Cornélia Bartholomew. Son oncle, Charles Montgomery Skinner, est un journaliste et écrivain. Après des études à l'école pour filles Ethel Walker School, puis au Bryn Mawr College (1918-1919), elle va étudier le théâtre à la Sorbonne à Paris, et elle est l'élève de Jacques Copeau. Elle débute sur les planches en 1921 dans la compagnie de son père et joue dans Blood and Sand à Broadway, puis, entre autres, Will Shakespeare et The Wild Westcotts. En 1925 elle signe sa première pièce, Captain Fury. Elle écrira par la suite sept autres œuvres dramatiques, dans lesquelles elle joue successivement plusieurs personnages, passant d'un rôle à l'autre. De 1926 à 1929 elle entreprend une tournée des États-Unis pour se produire seule en scène dans des sketchs comiques dont elle est elle-même l'auteur. Elle écrit aussi des textes courts pour The New Yorker, dont un grand nombre se retrouve réuni dans des recueils : Tiny Garments (1932), Excuse It Please! (1936), Nuts in May (1950), Dithers and Jitters, The Ape And Others, etc.
Avec Emily Kimbrough, elle écrit le récit de leur voyage en Europe après le collège, dans un ouvrage plein d'humour, Our Hearts Were Young And Gay. Les deux amies se rendent à Hollywood comme consultantes pour superviser l'adaptation cinématographique du livre, et il en résulte une suite, We Followed Our Hearts to Hollywood. Elle écrit plus tard une biographie de Sarah Bernhardt, Madame Sarah, puis un ouvrage sur la Belle Époque, Elegant Wits and Grand Horizontals.
Elle apparaît dans The Campbell Playhouse, une pièce radiophonique avec Orson Welles en 1939.
Quelque peu tombée dans l'oubli, Cornelia Otis Skinner est une personnalité remarquable par son humour et la diversité de ses talents. Malgré un mariage avec Alden Sanford Blodget (1928 ?-1964), il semble qu'elle ait parsemé ses écrits de notations sur les relations ambiguës entre des jeunes filles, et que sa relation avec Emily Kimbrough ait été du même ordre, bien qu'elle affirmât qu'il n'y avait entre elles qu'un lien homosocial.

## Filmographie

### Actrice
- Kismet (1920)
- The Things We Have (1939)
- La Falaise mystérieuse (1944)
- General Electric Guest House (1951), épisode du 1er juillet 1951 (TV)
- The Girl in the Red Velvet Swing (1955)
- Max Liebman Presents: Dearest Enemy (1955) (TV)
- The Alcoa Hour (1956), Merry Christmas Mr. Baxter (TV)
- The Swimmer (1968)

### Dans son propre rôle
- Le Cabaret des étoiles (Stage Door Canteen, 1943)
- Toast of the Town (puis The Ed Sullivan Show) épisodes TV #4.7 (1950),  #4.14 (1950), #5.32 (1952), et #7.8 (1953)
- What's It For? (1957) épisode TV du 12 octobre 1957
- What's My Line? (1959) épisode TV du 29 mars 1959
- This Is Your Life (1959) Charlie Ruggles (épisode TV)

## Œuvres publiées
- Captain Fury (1925), théâtre
- The Loves of Charles II, théâtre
- The Empress Eugénie, théâtre
- The Mansions on the Hudson, théâtre
- The Wives of Henry VIII (1931), théâtre
- Tiny Garments (1932)
- Edna, His Wife, pièce adaptée du roman du même nom (1935) par Margaret Ayer Barnes
- Excuse It, Please! (1936)
- Soap behind the Ears, avec Constantin Alajalov, New York, Dodd, Mead and Company, 1941
- Our Hearts Were Young and Gay, avec Emily Kimbrough, New York, Dodd, Mead and Company, 1942
- Nuts in May, New York, Dodd, Mead and Company, 1950
- The Pleasure of His Company (avec Samuel Taylor), théâtre (1958)
- The Ape in Me, Boston, Houghton Mifflin, 1959
- Madame Sarah, biographie de Sarah Bernhardt, Boston, Houghton Mifflin, 1967
- The Girls (1950) série TV
- Elegant Wits and Grand Horizontals, Boston, Houghton Mifflin, 1962
- Life with Lindsay and Crouse, Boston, Houghton Mifflin Company, 1976

### En français
- Mes folles histoires, trad. de L. Lucette Rollet
- Madame Sarah Bernhardt, adaptation française de Philippe Jullian
- Nous avions le cœur gai, trad. d'Élise Nouël (1954)
- Le Cœur léger, comédie en deux actes, avec Samuel Taylor, trad. Claude-André Puget

## Sources
- (en) Cet article est partiellement ou en totalité issu de l’article de Wikipédia en anglais intitulé « Cornelia Otis Skinner » (voir la liste des auteurs).